# Trolleylijn 2 (Arnhem)
Trolleylijn 2 van Hermes (Breng) is een Arnhemse trolleybuslijn in de regio Arnhem Nijmegen, in de Nederlandse provincie Gelderland. Deze trolleybuslijn rijdt binnen Arnhem van het Centraal Station naar De Laar West.

## Route
De lijn verbindt het Centraal Station/Stationsplein, het Velperplein, het Airborneplein, de John Frostbrug, Malburgen, winkelcentrum Kronenburg en Rijnstate Polikliniek-Zuid met De Laar Oost in Arnhem-Zuid. Aan het eindpunt De Laar West gaan de bussen over van trolleylijn 2 op trolleylijn 1 en andersom.

## Geschiedenis
Op 1 april 1950 werd een trolleylijn geopend tussen Hoogkamp (Schelmseweg), Willemsplein en Geitentenkamp (Schuttersbergplein). Het traject Willemsplein-Geitenkamp werd overgenomen van lijn 4 die maar 3 maanden als trolleylijn heeft bestaan. Op 7 oktober 1951 werd de lijn verlegd langs het station en op 11 januari 1953 van het Schuttersbergplein verlengd naar Monnikenhuizen (Wielewaalstraat). Op 3 juni 1956 werd de tak naar Hoogkamp overgenomen door lijn 5. Sinds 4 december 1960 werd vanaf het Willemsplein in de richting Velperplein via Gele Rijdersplein en Looierlaan gereden in plaats van via de Jansbinnensingel. Op 1 januari 1969 herkreeg de lijn de tak naar Hoogkamp van lijn 5. 
Op 6 juni 1984 werd de tak naar Geitenkamp overgenomen door lijn 9 en de lijn weer beperkt tot Hoogkamp-Station. Op 21 januari 1987 werd de lijn van het Station verlengd naar Elsweide (Beverweerdlaan) via Willemsplein en Laan van Presikhaaf. Op 27 mei 1990 werd dit traject in de avonduren overgenomen door lijn 5 en vanaf 23 mei 1993 op alle tijden.
Op 2 juni 1996 werd de tak naar Vredenburg overgenomen van lijn 5 en werden de trolleybussen op de meeste uren vervangen door dieselbussen. Op 29 november 1997 werd de hele trolleybusexploitatie beëindigd. Een deel van de ritten liep verder in noordelijke richting via Bakenberg tot in Schaarsbergen. Plannen om op lijn 2 een duobus in te zetten, die vanaf Schaarsbergen als dieselbus en vanaf de Hoogkamp verder als trolley zou rijden, vonden geen doorgang.
Op 29 augustus 2010 werd de trolleybusexploitatie echter weer hervat op het traject Station-Hoogkamp (Schelmseweg). Wegens langdurige  wegwerkzaamheden was dit maar voor korte tijd maar na afloop daarvan kwamen de trolleybussen weer terug. Speciaal hiervoor werden een tweetal 12 meter trolley's uit 1990 aangehouden omdat het vervoer na de sluiting van het Diaconessenziekenhuis was gedaald. In 2012 werden deze veteranen echter vervangen door gelede trolley's die naar Hoogkamp echter overcapaciteit gaven.   
Op 15 december 2014 werd de lijn verlengd van het Station naar De Laar Oost en De Laar West (Bredasingel) en daar exploitatief gekoppeld aan lijn 5. Op 10 december 2017 werd de trolleybusexploitatie op het gedeelte Hoogkamp-Station, zeven jaar na de herinvoering, beëindigd omdat het reizigersaanbod te gering was voor de 18 meter lange trolleybussen en het bedrijf niet meer over 12 meter trolleybussen beschikt. Door deze route over te dragen aan buslijn 9 werd de gelegenheid benut de rit van Schaarsbergen naar Arnhem te versnellen. Tegelijk werd de frequentie op de resterende route van lijn 2 tussen Arnhem Centraal en De Laar West verdubbeld waarbij de investering in de aangelegde bovenleiding meer tot zijn recht kwam.

## Frequenties
| Tijd          | Maandag t/m vrijdag | Zaterdag | Zondag |
| ------------- | ------------------- | -------- | ------ |
| 5:30 - 7:00   | 4x/uur              | -        | -      |
| 7:00 - 8:00   | 4x/uur              | 4x/uur   | -      |
| 8:00 - 10:00  | 4x/uur              | 4x/uur   | 2x/uur |
| 10:00 - 11:00 | 4x/uur              | 4x/uur   | 2x/uur |
| 11:00 - 18:00 | 4x/uur              | 4x/uur   | 2x/uur |
| 18:00 - 19:00 | 4x/uur              | 4x/uur   | 2x/uur |
| 19:00 - 20:00 | 4x/uur              | 4x/uur   | 2x/uur |
| 20:00 - 21:00 | 2x/uur              | 2x/uur   | 2x/uur |
| 21:00 - 00:30 | 2x/uur              | 2x/uur   | 2x/uur |